# Medeopteryx pupilla
Medeopteryx pupilla (лат.) — вид жуков-светляков из подсемейства Luciolinae (Lampyridae). Новая Гвинея. 

## Описание
Длина тела около 1 см (5,3–7,7 мм). Пронотум грязно-оранжевый, основная окраска желтовато-коричневая; голова между глазами, усики и щупики почти чёрные; вся вентральная поверхность груди и все ноги темно-коричневые; базальные абдоминальные вентриты темно-коричневые (T7 и T8 палевые). Развит клипеолабральный шов, лабрум слабо склеротизированный, подвижный; заднебоковые углы пронотума округлые; вентрит V7 трёхвыемчатый; брюшные вентриты с изогнутыми задними краями.

## Классификация
Вид Medeopteryx pupilla был впервые описан в 1892 году французским энтомологом Joseph Ernest Olivier (1844—1914) под названием Luciola pupilla Olivier, 1885, а его валидный статус подтверждён в ходе ревизии, проведённой в 2013 году австралийскими энтомологами Лэсли Баллантайн (Lesley A. Ballantyne; School of Agricultural and Wine Sciences, Charles Sturt University, Уогга-Уогга, Австралия) и Кристин Ламбкин (Christine L. Lambkin; Queensland Museum, Брисбен, Австралия), когда он был перенесён из рода Luciola в состав рода Medeopteryx. Сходен с таксоном Medeopteryx similispupillae.